# Patrick Quinn (aktor)
Patrick Dominic Quinn (12 lutego 1950, Filadelfia – 24 września 2006, Bushkill w stanie Pensylwania) był amerykańskim aktorem oraz prezydentem syndykatu Actors' Equity Association.

## Biogram
Jego ojciec był przedsiębiorcą pogrzebowym. Miał trzech braci – Jimmy'ego, Jerry'ego i Johna, oraz siostrę, Lizanne.
Studiował teatroznawstwo na Temple University. Po ukończeniu college'u, odegrał pierwszą ważną rolę w musicalu Man of La Mancha, prezentowanym podczas tras koncertowych. Pomógł wystartować placówce Charade Dinner – pierwszej filadelfijskiej restauracji, w której odbywały się przedstawienia teatralne.
Pierwszy raz wystąpił na Broadwayu w roku 1976, kiedy to zagrał w revivalu Skrzypka na dachu. Był także członkiem obsad przedstawień Lend Me a Tenor, Piękna i Bestia, A Class Act oraz revivalu The Sound of Music.
Quinn był aktorem telewizyjnym oraz – rzadziej – filmowym. Udzielił się w serialach: Bosom Buddies, Prawo i porządek i Remember WENN.
Zmarł na atak serca w wieku lat pięćdziesięciu sześciu. Dwanaście ostatnich lat swojego życia spędził przy boku partnera, Martina Caselli.